# Adalberto Libera
Adalberto Libera (Villa Lagarina, a la vora de Trento, 16 de juliol de 1903 - Roma, 17 de març de 1963) va ser un dels més representatius arquitectes italians, del moviment modern italià, que no ha de confondre's amb el moviment racionalista italià, amb el qual només va tenir una breu relació.

## Biografia
Adalberto Libera va néixer a Villa Lagarina, a l'actual Província de Trento al nord d'Itàlia. En esclatar la Primera Guerra Mundial es va traslladar a Parma. El 1925, després d'estudiar matemàtica i art, s'inscriu en l'Escola Règia d'Arquitectura de Roma. Es va graduar el 1928 en la Scuola Superiore di Architettura de Roma. Va prendre coneixement del futurisme a través del seu compatriota 'trentí' Fortunato Depero. Fins i tot abans de graduar-se era ja un dels fundadors del M.I.A.R. Movimento Italiano di Architettura Razionale o Moviment italià per l'arquitectura racional). Amb seu a Roma, el MIAR va ser una organització rival del «Gruppo Sette» (Grup 7), que tenia la seva seu a Milà i Como. Va ser invitat per Ludwig Mies van der Rohe a l'Exposició Weissenhofsiedlung de Stuttgart de 1927, organitzada per la Deutscher Werkbund, però no va arribar a participar-hi.
Preparat per ser un dels més grans partidaris i intèrprets del racionalisme, va ser promotor de les exposicions del MIAR d'«Arquitectura Racional» (1928 i 1931); entre 1930 i 1932 va ser elegit secretari nacional del MIAR. Va ser un arquitecte creatiu extremament capaç i amb talent, va estar més influït pel futurisme que pel racionalisme, i va ser políticament astut.
Durant el període feixista, tots els arquitectes estaven legalment obligats a unir-se al partit; però els de més èxit van anar més enllà i es van convertir en importants membres del partit. Com els seus contemporanis Giuseppe Pagano i Giuseppe Terragni, la bona sort de Libera en aquest període es va deure a les seves estretes relacions amb el partit.
Després de la caiguda del règim feixista i la seva derrota a la Segona Guerra Mundial, Libera junt amb tots els altres va passar per un període de crisi personal i professional, però després de viure tranquil·lament durant alguns anys a la seva ciutat natal de Trento, es va recuperar i va començar novament a treballar en nombrosos projectes, incloent edificis oficials i habitatges públics en un estil nou que donava l'esquena als models d'expressió feixistes. Des de 1953 Libera es va dedicar a l'ensenyament universitari, activitat que desenvolupa fins a 1963, any de la seva mort.

## Obra
La seva activitat com a fundador i secretari del MIAR li va permetre establir una relació de treball molt estreta amb els alts càrrecs del règim feixista a Roma, on es prenien totes les grans decisions sobre els programes de construcció pública, i que eren responsables de l'encàrrec de centenars de nous edificis públics requerits als programes de modernització de Mussolini. Gràcies a aquestes connexions va tenir una prolífica carrera durant el règim feixista i va dissenyar molts edificis destacats durant els anys 1930, alguns dels quals són obres mestresdel moviment modern internacional.

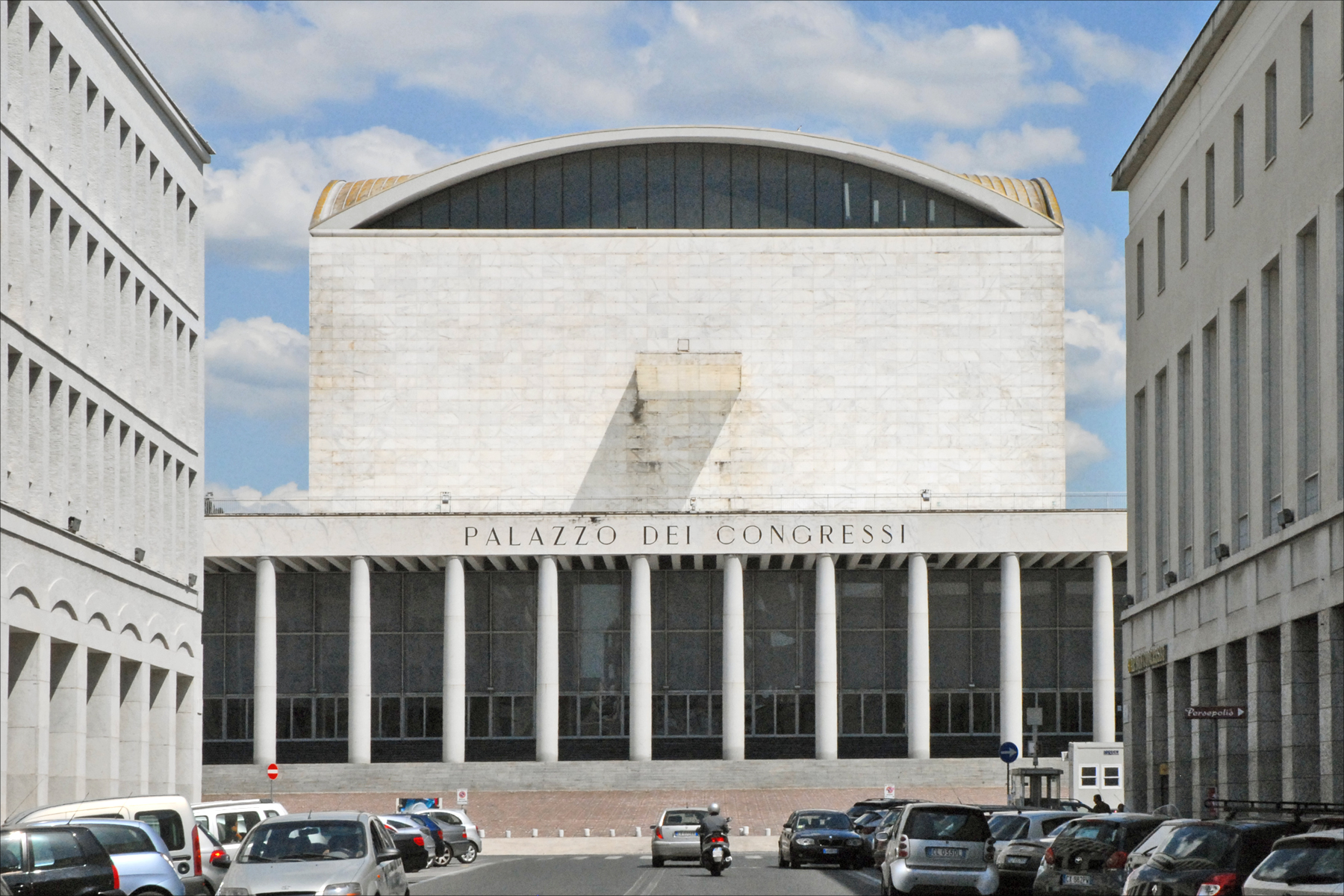
Palau de Congressos a l'Exposició Universal de Roma (1942)

Va participar en el gran concurs del règim, E42 (l'Exposició Universal de Roma de l'any 1942). Un dels edificis més importants és el Palazzo dei Congressi (Palau de Congressos) a l'Exposició Universal de Roma. Aquest edifici mostra la gran habilitat de Libera per dissenyar ambiguament en un llenguatge metafísic que es troba al fil de la navalla entre l'art modern i el neoclassicisme. El seu ús de la volta amb petxines en aquest edifici creen un espai arquitectònic innovador.
Al mateix temps, projecta alguna de les seves obres més notables, com la Casa Malaparte a l'illa de Capri (1938-1943), encara que n'hi ha una continuada controvèrsia sobre si el mateix Curzio Malaparte va ser el principal dissenyador.
Durant la postguerra va estar molt compromès amb la problemàtica de la reconstrucció massiva d'habitatges per als més necessitats. Entre el 1954 i el 1962 va dissenyar i va construir l'edifici del «Govern Regional de la regió del Trentí», a Trento.